# Greeley Center (Nebraska)
Greeley Center es una villa ubicada en el condado de Greeley en el estado estadounidense de Nebraska. En el Censo de 2010 tenía una población de 466 habitantes y una densidad poblacional de 286,05 personas por km².

## Geografía
Greeley Center se encuentra ubicada en las coordenadas 41°32′54″N 98°31′50″O / 41.54833, -98.53056. Según la Oficina del Censo de los Estados Unidos, Greeley Center tiene una superficie total de 1.63 km², de la cual 1.63 km² corresponden a tierra firme y (0%) 0 km² es agua.

## Demografía
Según el censo de 2010, había 466 personas residiendo en Greeley Center. La densidad de población era de 286,05 hab./km². De los 466 habitantes, Greeley Center estaba compuesto por el 98.93% blancos, el 0% eran afroamericanos, el 0% eran amerindios, el 0% eran asiáticos, el 0% eran isleños del Pacífico, el 0% eran de otras razas y el 1.07% pertenecían a dos o más razas. Del total de la población el 2.58% eran hispanos o latinos de cualquier raza.